# Тома Христов
Тома Димитров Христов Мицангов е български политик, три мандата кмет на град Месемврия (от 14 август 1934 година Несебър), България.

## Биография
Роден е в 1885 година в гумендженското село Геракарци, Османската империя, където и получава основно образование. Заминава за столицата на Свободна България София, където открива малка тухларна фабрика. В 1924 година се заселва в Месемврия, където се установяват много бежанци от Солунско на мястото на изселени гърци. В Месемврия Христов отваря млекарница. Деец е на Месемврийското македонско благотворително братство.
Кмет е на града от 14 февруари 1930 година до 12 май 1931 година и от 7 юни 1932 година до май 1934 година. След Деветосептемврийския преврат, Христов е избран за трети път за кмет на Несебър на 6 април 1946 година. Занимава се с въпроси на благоустройството на града, водоснабдяването и курортното дело.
След края на мандата си Тома Христов е управител на общинската фурна. Умира през 1962 година в Несебър.